# Alice Comyn
Alice Comyn (vers 1289 – 3 juillet 1349), baronne Beaumont (en) et suo jure 8e comtesse de Buchan, est une noble écossaise membre de la puissante famille Comyn, qui soutient la revendication des Balliol au trône d'Écosse et s'oppose aux velléités des Bruce. Son hostilité à Robert Bruce la contraint de vivre par la suite en exil en Angleterre. 
Nièce et héritière du comte de Buchan John Comyn, le comté qui lui revient de droit est réclamé en son nom par son époux Henri de Beaumont. La lutte qu'entame Beaumont pour s'emparer du Buchan sera l'une des causes de la réinitialisation des guerres d'indépendance de l'Écosse au cours des années 1330.

## Biographie
Alice est née dans l'Aberdeenshire, en Écosse, vers 1289. Elle est la fille aînée d'Alexander Comyn, shérif d'Aberdeen, et de son épouse Joan Latimer. Son père est le fils cadet d'Alexandre Comyn, 6e comte de Buchan. Alice a une sœur cadette, Margaret, qui épouse d'abord John Ross, puis en secondes noces William Lindsay de Symertoun. Alice est l'héritière de son oncle John Comyn, 7e comte de Buchan et l'un des plus puissants nobles écossais lorsque l'Écosse est conquise par Édouard Ier d'Angleterre entre 1296 et 1307. Hostile aux revendications au trône d'Écosse de Robert Bruce, qui s'est autoproclamé roi en 1306, John Comyn est chassé du royaume après sa défaite à la bataille d'Inverurie en mai 1308. Contraint de s'exiler en Angleterre à la cour d'Édouard II, il y meurt en décembre de la même année. Alice, réfugiée également en Angleterre, devient comtesse titulaire de Buchan.
Peu avant le 14 juillet 1310, Alice épouse le baron anglais Henri de Beaumont. Elle devient par mariage baronne de Beaumont, tandis que son époux revendique en son nom le comté de Buchan. Aux yeux de Robert Bruce, qui a confisqué le Buchan dès le mois d'août 1309, Alice est devenue une noble anglaise. Il préfère reconnaître les droits éventuels de la sœur d'Alice, Margaret, au comté. Lorsque cette dernière meurt sans descendance entre 1317 et 1321, Alice hérite de ses quelques possessions situées en Angleterre. En avril 1313, les Beaumont reçoivent la garde d'Isabelle de Fife, la veuve de John Comyn. Cette dernière, impliquée dans le couronnement de Bruce en mars 1306, a été peu après capturée par les Anglais et incarcérée sur ordre d'Édouard Ier. Internée dans un couvent en juin 1310, elle en est extraite trois ans plus tard. Il est probable qu'elle meurt dans un des domaines appartenant à Henri de Beaumont avant novembre 1314.
Présent lors de la défaite anglaise de Bannockburn en juin 1314 face au roi d'Écosse, Henri de Beaumont demeure en exil permanent en Angleterre et y forme le clan des barons écossais « déshérités » à la suite du triomphe de Robert Bruce. Après avoir vainement tenté de reconquérir les possessions de son épouse avec l'appui du roi d'Angleterre Édouard II jusqu'en 1323, puis de se faire reconnaître comte de Buchan par le roi David II d'Écosse en 1330, il initie la reprise du conflit anglo-écossais en 1332 et reçoit l'appui décisif du roi d'Angleterre Édouard III à partir de 1333. Henri de Beaumont assiste ainsi au Parlement anglais du 22 janvier 1334 au 16 novembre 1339 comme comte de Buchan et siège également au Parlement d'Écosse le 10 février 1334 sous ce titre. Il ne parvient pourtant pas à renverser David II, se désintéresse complètement du nouveau conflit dès 1337 et meurt le 10 mars 1340. Lorsque son épouse Alice décède à son tour le 3 juillet 1349, la lignée des Comyn de Buchan, qui remonte au début du XIIIe siècle, s'est éteinte, d'autant que leurs héritiers ne revendiquent plus le Buchan. Le titre de comte de Buchan n'est recréé qu'en 1382, en faveur d'Alexandre Stuart, un petit-fils de Robert Bruce.

## Descendance
De son mariage avec Henri de Beaumont, Alice Comyn a dix enfants : 
- Catherine de Beaumont (vers 1315 – 11 novembre 1368), épouse David III Strathbogie, 11e comte d'Atholl ;
- Jean de Beaumont (décembre 1317 – 14 avril 1342), 2e baron Beaumont, épouse Éléonore de Lancastre ;
- Isabelle de Beaumont (vers 1318 – vers 1359), épouse Henri de Grosmont, 1er duc de Lancastre ;
- Jeanne de Beaumont, épouse Fulk FitzWarin, 3e baron FitzWarin ;
- Thomas de Beaumont (vers 1324 – après 1349) ;
- Élisabeth de Beaumont (? – 27 octobre 1400), épouse Nicholas Audley, 3e baron Audley ;
- Alice de Beaumont ;
- Richard de Beaumont ;
- Béatrice de Beaumont, épouse Charles de Trie, comte de Dammartin ;
- Agnès de Beaumont (? – après 1359), épouse Thomas de Lucy.

Alice a parmi ses nombreux descendants les rois d'Angleterre Henri IV, Henri V et Henri VI ainsi que les rois de Portugal à partir d'Édouard Ier. Elle est également l'ancêtre d'Anne Boleyn, épouse d'Henri VIII, et de leur fille Élisabeth Ire.

## Dans la fiction
Alice Comyn est un des personnages du roman Kingdom of Shadows de Barbara Erskine, paru en 1988 et dont l'intrigue est inspirée de la vie d'Isabelle de Fife.